# Савченко Борис Іванович
Бори́с Іва́нович Са́вченко (* 10 квітня 1939, Анатолівка, Одеська область, Українська РСР) — радянський, український актор, кінорежисер, заслужений діяч мистецтв України, народний артист України.

## Життєпис
Народився в родині службовця. Закінчив Одеське театрально-художнє училище (1960), акторський факультет Всесоюзного державного інституту кінематографії(1966) та режисерський факультет Київського державного інституту театрального мистецтва ім. І.Карпенка-Карого (1971).
Був актором. З 1971 р. — режисер Київської кіностудії ім. О. П. Довженка.
Викладав у Київському національному університеті театру, кіно і телебачення имени Івана Карпенка-Карого.

## Фільмографія
Актор
- «Тиша» (капітан),
- «Скарби республіки» (Вася),
- «Живе такий хлопець» (водій),
- «Дні льотні» (задирака),
- «Місяць травень» (Іван Донченко),
- «Герой нашого часу» (Янко),
- «Гвинтівки Терези Карар» (Педро),
- «Камінний хрест» (Микола),
- «Зайвий хліб» (Ілько),
- «Їх знали тільки в обличчя» (Альфо),
- «Втікач з Янтарного» (Ігор),
- «Трембіта» (Олексій),
- «В цьому пекельному місті» (Сенька),
- «Острів Вовчий» (1969),
- «Захар Беркут» (1971, епіз.).
- «Коли людина посміхнулась» (Роман)

Режисер
- 1976 — «Пам'ять землі» (т/ф, 5 а),
- 1981 — «Мужність» (т/ф, 7 а),
- 1982 — «Ще до війни» (т/ф, 2 а),
- 1985 — «Легенда про безсмертя»,
- 1986 — «Ігор Савович» (т/ф, 3 а),
- 1988 — «Земляки» (т/ф, 3 а),
- 1990 — «Меланхолійний вальс»,
- 1992 — «Для домашнього огнища»,
- 1999 — «Під чужим ім'ям» (док.).

## Нагороди
- Звання "Заслужений діяч мистецтв України" (1995).
- Звання "Народний артист України" (2004)